# Salix brachista
Salix brachista ist ein Polster bildender Strauch aus der Gattung der Weiden (Salix) mit kriechenden Ästen und aufgerichteten Zweigen. Die Blattspreiten sind ab 5 bis selten 20 Millimeter lang. Das natürliche Verbreitungsgebiet der Art liegt in China.

## Beschreibung
Salix brachista bildet polsterförmige Sträucher mit kriechendem, gelblich braunem Stamm und eben solchen Hauptästen. Die Zweige sind mehr oder weniger aufgerichtet, rostrot und kahl. Die Knospen sind eiförmig, klein und kahl. Die Laubblätter haben einen etwa 9 Millimeter langen, anfangs dicht zottig behaarten Stiel. Die Blattspreite ist elliptisch, verkehrt-eiförmig-elliptisch oder eiförmig, 5 meist 10 bis selten 20 Millimeter lang und 4 bis 8 Millimeter breit, spitz, mit breit keilförmiger Basis und zur Spitze hin leicht drüsig gesägtem, zur Basis hin gezähntem bis ganzrandigem Blattrand oder beinahe ganzrandigem Blattrand. Die Blattoberseite ist grün und kahl, die Unterseite grünlich und dicht angedrückt zottig behaart. Die Nervenpaare sind oberseits hervortretend, unterseits eingesenkt.
Die Blütenstände sind eiförmig-kugelige, etwa 1 Zentimeter lange Kätzchen aus etwa 10 Blüten mit dicht zottig behaarter Blütenstandsachse. Die Tragblätter sind gelb, verkehrt-eiförmig, etwa 1 Millimeter lang, kahl, mit gestutzter, stumpf-gerundeter oder gezähnter Spitze. Die männlichen Blüten haben zwei Nektardrüse, die adaxiale ist stielrund und länger als die abaxiale. Die zwei Staubblätter sind etwa 3 Millimeter lang, und an der Basis zottig behaart. Die Staubbeutel sind stumpf gelb, elliptisch und klein. Weibliche Blüten haben stielrunde, adaxiale Nektardrüse. Der Fruchtknoten ist eiförmig, kahl oder fein behaart und sitzend. Der Griffel ist zweilappig, die Narbe eiförmig und ebenfalls zweilappig. Als Früchte werden lang-eiförmige, etwa 4 Millimeter lange, kahle Kapseln gebildet. Salix brachista blüht mit dem Blattaustrieb im Juni und Juli, die Früchte reifen von Juli bis August.

## Vorkommen
Das natürliche Verbreitungsgebiet liegt im Westen der chinesischen Provinz Sichuan, im Westen von Yunnan und im Osten von Tibet auf Berghängen und in Dickichten in 2600 bis 3900 Metern Höhe.

## Systematik
Salix brachista ist eine Art aus der Gattung der Weiden (Salix) in der Familie der Weidengewächse (Salicaceae). Dort wird sie der Sektion Lindleyanae zugeordnet. Sie wurde 1916 von Camillo Karl Schneider erstmals wissenschaftlich beschrieben. Der Gattungsname Salix stammt aus dem Lateinischen und wurde schon von den Römern für verschiedene Weidenarten verwendet.
Es werden drei Varietäten unterschieden:
- Salix brachista var. brachista mit zur Spitze hin leicht drüsig gesägtem, zur Basis hin gezähntem bis ganzrandigem Blattrand und kahlem Fruchtknoten.[4]
- Salix brachista var. integra C.Wang & C.F.Fang mit durchgehend ganzrandigem Blattrand. Das Verbreitungsgebiet liegt im Westen von Yunnan.[5]
- Salix brachista var. pilifera N.Chao mit zur Spitze hin leicht drüsig gesägtem, zur Basis hin gezähntem bis ganzrandigem Blattrand und fein behaartem Fruchtknoten. Die Art blüht und fruchten im Juni und Juli. Das Verbreitungsgebiet liegt in 3300 bis 3500 Metern Höhe in Tibet.[6]

## Nachweise